# Unguía
Unguía es un municipio de Colombia del departamento de Chocó, a 478 km de Quibdó, capital del departamento. Ubicado en la región del Darién, colinda con el Municipio de Acandí y con la frontera con Panamá.

## Vías de comunicación
- Aéreas: En la cabecera municipal existe una pista aérea en muy mal estado.
- Terrestres: El municipio de Unguía no está conectado a la red nacional de vías. Sólo existen algunas vías y carreteras internas que conectan a la cabecera municipal con algunas de las  veredas y corregimientos.
- Fluviales: El municipio de Unguía está comunicado por vía fluvial con el municipio de Turbo (Antioquia), y con los municipios de: Acandí, Riosucio, Vigía del Fuerte, Bojayá y los demás municipios que están a orillas del río Atrato, hasta llegar a Quibdó, capital del  departamento del Chocó.

## Geografía
El municipio de Unguía se encuentra localizado en el Urabá chocoano, en la parte noroccidental de Colombia. Tiene una extensión total de 1.190 km². La principal cuenca hidrográfica es la del Golfo de Urabá, que pertenece al río Atrato, al cual confluyen los ríos Arquía, Unguía, Tigre y Tanela. Sobre el mar Caribe se destacan la playa Tarena y la bahía de Titumate. También hay ciénagas como la de Unguía, Marriaga y Hornos.

### Límites
El municipio de Unguía limita al norte con Acandí y el Golfo de Urabá, al oriente con el Río Atrato, que lo separa de Turbo (Antioquia), al sur con Riosucio, y al occidente con la Comarca Emberá-Wounaan y la Provincia de Darién, (ambas en Panamá).

## División Político-Administrativa
Además de su Cabecera municipal. Unguía tiene bajo su jurisdicción los siguientes Centros poblados:
- Arquia
- Balboa
- Betecito
- El Puerto
- Gilgal
- Marriaga
- Santa María del Darién
- Tanela
- Titumate

## Historia

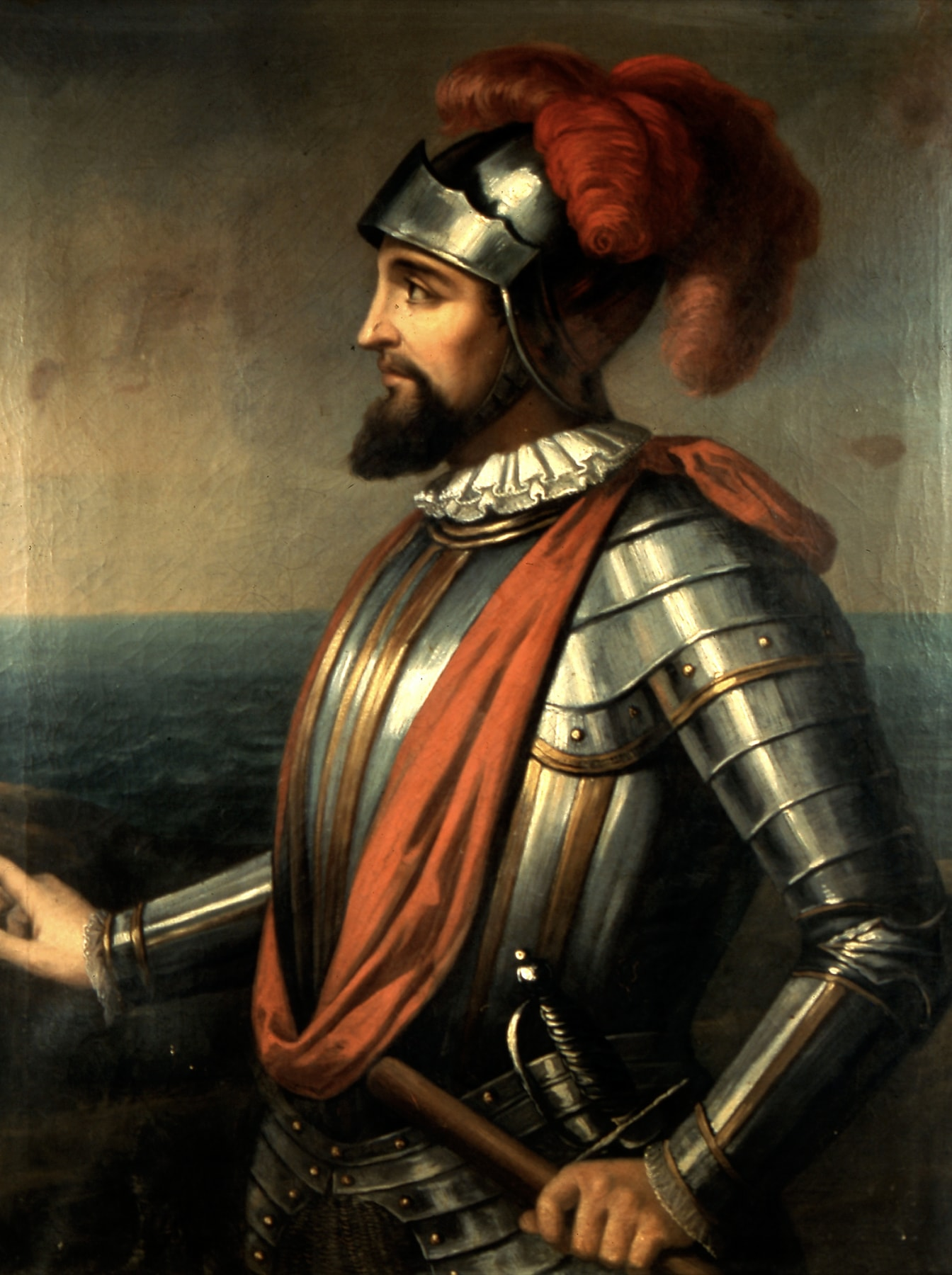
Vasco Núñez de Balboa, fundador de Santa María la Antigua del Darién, primera población de la América continental, localizada en el actual municipio de Unguía.

En la época precolombina, el territorio del actual municipio de Unguía estuvo habitado por los indígenas Kuna. 
En el municipio de Unguía se encuentra ubicada una pequeña capilla perteneciente a los vestigios de la legendaria población de Santa María la Antigua del Darién, fundada en 1510 por Vasco Núñez de Balboa, siendo ésta la población más antigua fundada por los españoles en Colombia y en América continental. Con el descubrimiento arqueológico adelantado a mediados de los años 1950 por el profesor colombiano Graciliano Arcila Vélez se confirmó la ubicación exacta del poblado, el cual constituye uno de los grandes descubrimientos arqueológicos en la historia de Colombia, comparable al de Ciudad Perdida Tayrona en la Sierra Nevada de Santa Marta. 
En el año 1957, el rey Leopoldo III de Bélgica, luego de abdicar al trono, despliega una expedición en el sitio, pero el presidente de esa época, Gustavo Rojas Pinilla, solicitó terminar la expedición por rumores de supuestos saqueos al sitio. Cabe aclarar que Cristóbal Colón en 1493 funda la primera población estable ibérica en el Nuevo Mundo en la isla de La Española, actual República Dominicana, en el actual Puerto Plata, la cual denominó La Isabela, en honor a la reina patrocinadora de las expediciones, ciudad de la cual quedan solo ruinas. Dicho sitio se constituye en la primera población europea estable en las Américas.
En América continental Colón intentó fundar Nombre de Dios, Alonso de Ojeda intentó fundar Santa Cruz en La Guajira venezolana y San Sebastián de Urabá, pero los nativos repelieron con ferocidad a los exploradores. En el año 1501 Rodrigo de Bastidas y Vasco Núñez de Balboa llegaron al Urabá (región cercana a los actuales municipios de Acandí, Sapzurro, Capurganá, Necoclí, Unguía y Turbo), pero fueron repelidos por el cacique indígena Cémaco con flechas envenenadas y prometieron nombrar una nueva población en honor a la Virgen de la Antigua de Sevilla en caso de derrotar a Cémaco. Luego, al volver en 1510 y de derrotar al monarca indígena, Vasco Núñez de Balboa funda Santa María la Antigua del Darién, la cual se constituye en la primera población estable española en América continental, edificando sobre la casa del rey el primer templo de la religión católica en la América continental (la Iglesia de San Sebastián). 
Los españoles construyeron 100 casas, el convento de San Francisco, un hospital y la casa de fundición. La ciudad llegó a ser la capital de la colonia de Castilla de Oro (Nicaragua, Costa Rica y Panamá) y decayó cuando Pedrarias Dávila ordenó quitarle el título de capital de la nueva colonia y en su reemplazo nombró como capital de la nueva colonia de Castilla de Oro a Panamá, la nueva ciudad fundada por él en el Pacífico, para poder lanzar desde ahí las nuevas expediciones en conquista del Imperio Inca; es así como Santa María la Antigua del Darién perdió importancia y fue devorada por la selva. Sus restos fueron hallados en 1957 en jurisdicción del municipio chocoano de Unguía.
En el siglo XIX, Unguía perteneció al municipio de Acandí, según la Ley 8 de 1821. Posteriormente, Unguía fue segregado de Acandí y creado como municipio independiente según la Ordenanza Departamental No. 0014 del 30 de octubre de 1979.

## Símbolos

### Bandera
La bandera del municipio de Unguía consta de un rectángulo verde atravesado por un triángulo horizontal blanco sobre el que se superpone otro triángulo más pequeño, de color azul, y sobre éste, una estrella amarilla de cuatro puntas. El color verde representa los bosques, la selva y la riqueza agrícola y de los pastos; el blanco simboliza el anhelo de paz, fraternidad y tranquilidad, además de la ganadería; el azul representa la riqueza hídrica, los ríos, ciénegas y costas que componen el sistema hidrográfico de Unguía; finalmente, el amarillo de la estrella simboliza la riqueza aurífera que se encuentra en los ríos.

## Unguieños ilustres

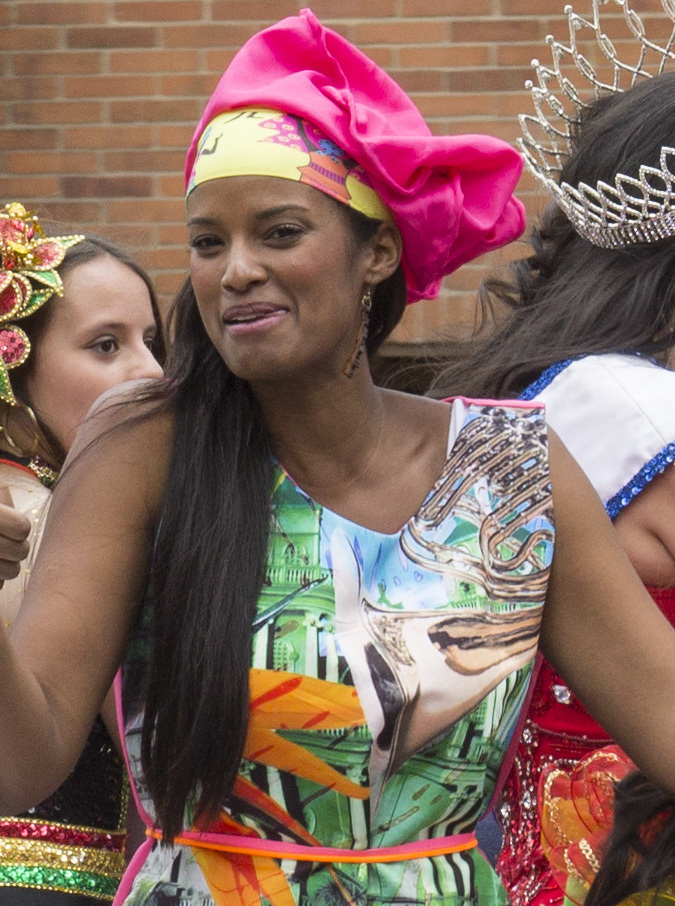
Vanessa Mendoza.

- Vanessa Mendoza: Nacida en Unguía el 25 de julio de 1981, fue nombrada Señorita Colombia 2001. Vanessa Mendoza fue designada Representante a la Cámara por circunscripción especial de afrocolombianos para el periodo del 7 de julio de 2017 al 20 de julio de 2018.

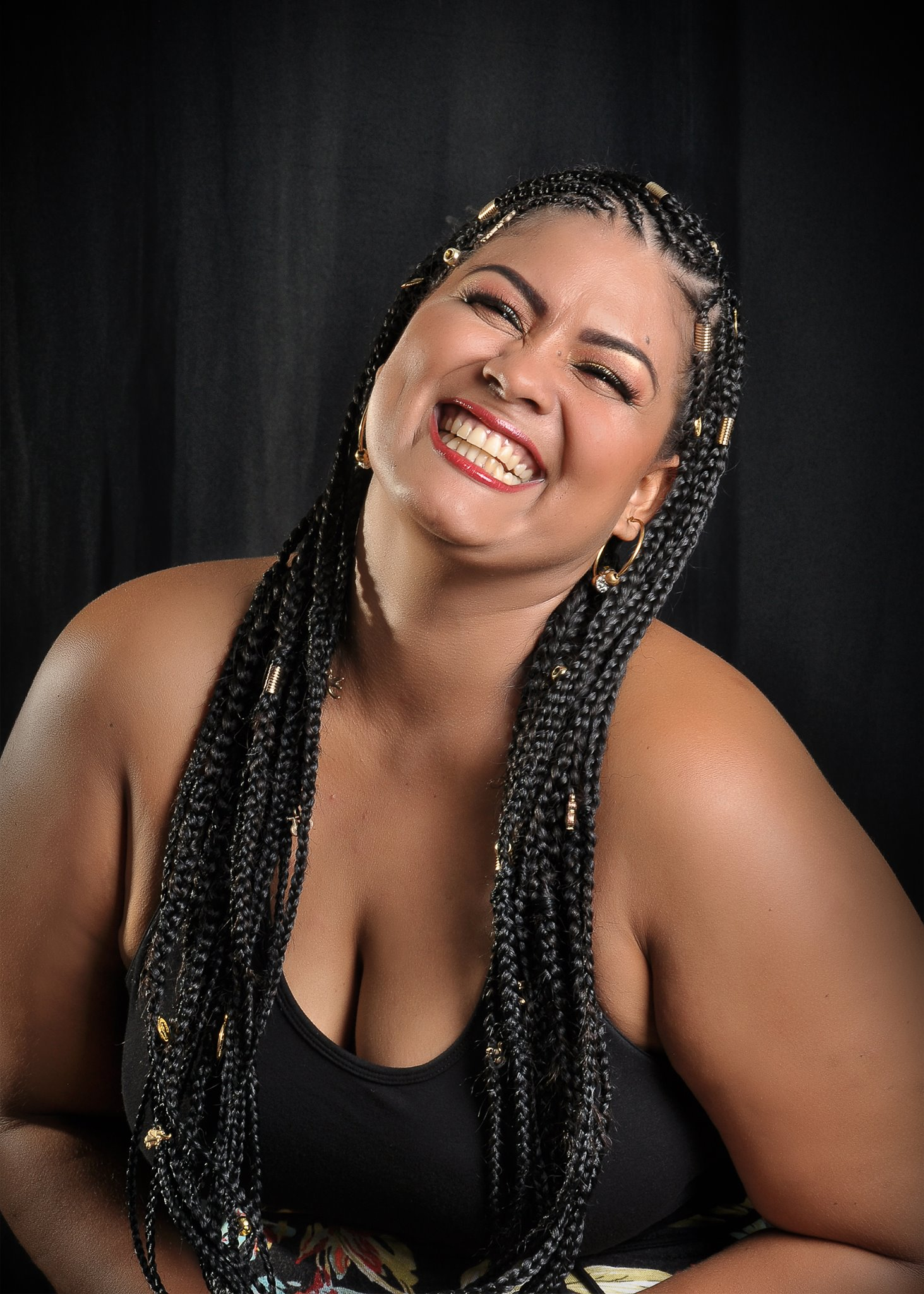
Escritora: Nanny Zuluaga

- Yadira Rosa Vidal Villadiego: Antropóloga, Escritora y Poeta nacida el 19 de agosto de 1986.  Ha publicado textos académicos sobre geografía y paisaje (2011), Antología poética policromías literarias (2013), Antología relata (2013), Recopilación poética. Quinto encuentro de poesía, las Musas Cantan “Grito de primavera” Apartadó Antioquia (2016) y la Compilación Poética Las Musas Cantan, Proyecto ganador del premio Estímulos al talento creativo en la modalidad poesía, del Instituto de Patrimonio de Antioquia y la Gobernación. Medellín (2016). Su libro Río Arriba (2018), libro fue ganador de la convocatoria a estímulos del Ministerio de Cultura en la modalidad de Beca de circulación Internacional primer semestre del 2019, donde la escritora participó en el VI encuentro internacional de escritores en Úbeda España. En el  2020 su poema “la cicatriz del ombligo” recibió premio nacional de poesía Casa Silva. Sus poemas más recientes fueron publicados en la Antología “Donde Cantan los grillos” (2020) Beca de creación literaria para grupos de interés de Ministerio de Cultura de Colombia en la categoría Mujeres Campesinas. Escritora: Yadira Rosa Vidal VilladiegoEscritora: Nanny ZuluagaNanny Zuluaga Henao: Nacida en Unguía Chocó en 1984, Mujer Poeta, miembro Co-fundadora del Colectivo De Escritoras De Urabá Las Musas Cantan y Gestora cultural, profesional en Trabajo Social,Magíster en Estudios y Crítica Literaria, de la UFJF Brasil. En1996 con 12 años de edad publica su poesía en una antología de Taller de escritores Urabá Escribe, a los 15 años de edad publica su primer poemario Anuncio de luna.  Libros de poesía publicados: Anuncio de Luna 1.999 (a los 15 años), Más de colores 2012, Antologías: Entre la sangre y la sabia 1.996 (12 años de edad), Policromías Literarias 2013, Antología Relata 2014, XXXI Encuentro de Poetas Colombianas del Museo Rayo 2015, Grito de primavera 2016, Las musas cantan proyecto ganador de la Convocatoria pública en cultura y patrimonio 2016 de la Gobernación de Antioquia, Mujeres Escritoras En la Memoria de Antioquia, antología del Instituto de Cultura y Patrimonio de Antioquia, en asocio con la Secretaría de las Mujeres de Antioquia, 2017, BULLÉ Poesía de la memoria afro Nanny Zuluaga Henao .

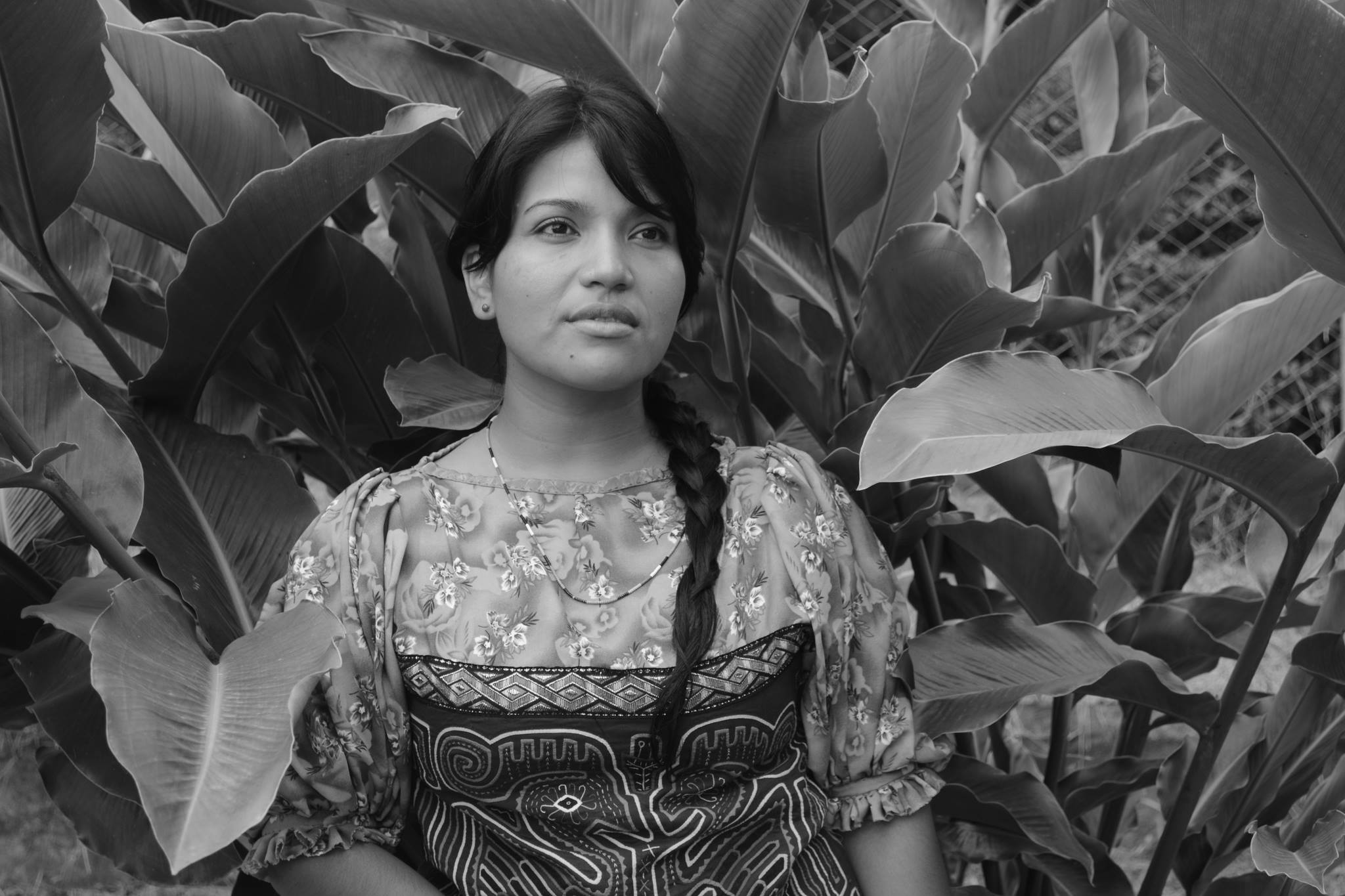
Escritora: Yadira Rosa Vidal Villadiego